# ARLZ

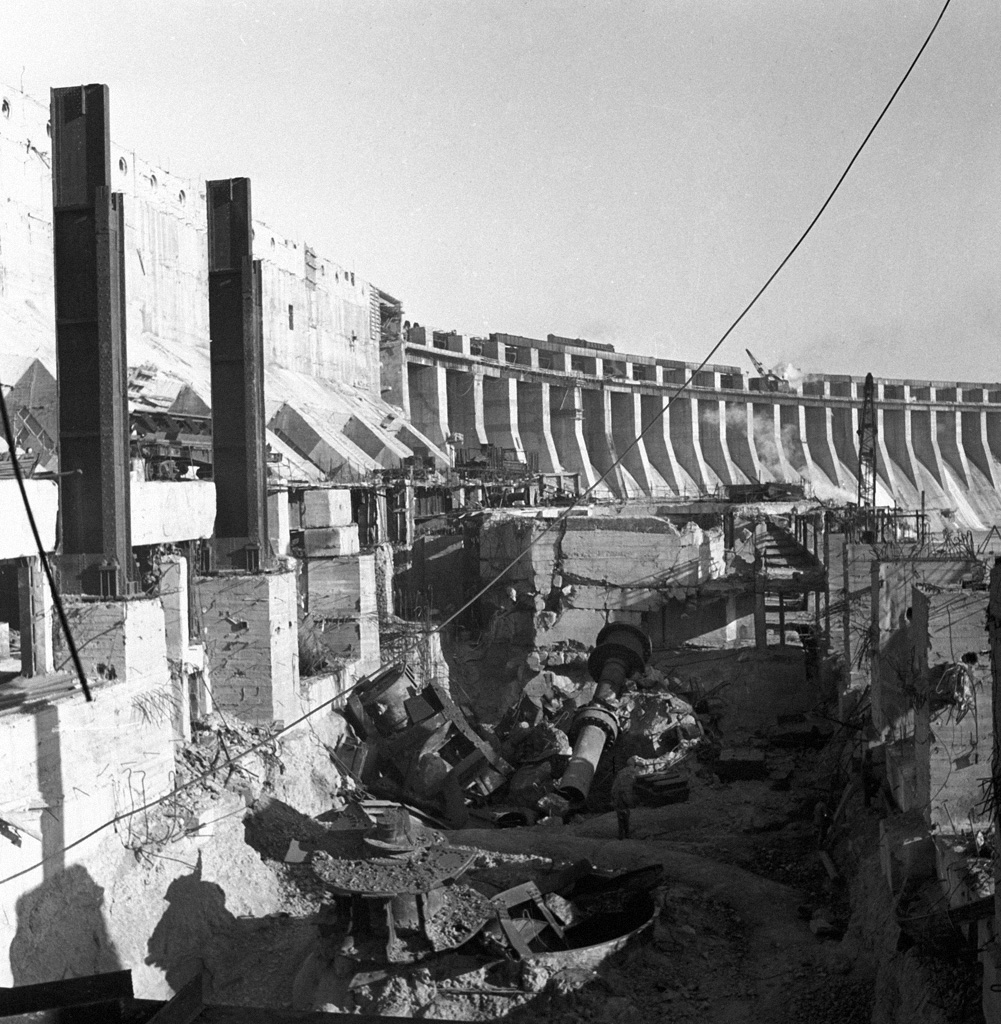
Při ústupu (1943) Němci poničená Dněperská vodní elektrárna

Opatření ARLZ (německy ARLZ-Maßnahmen) bylo německé provedení taktiky spálené země, které bylo aplikováno během druhé světové války, zejména od června roku 1944. Podle speciálně sestavených předpisů měl Wehrmacht postupovat během svého ústupu. 
Taktiku spálené země užívala německá vojska již dříve, a to zejména při ústupu ze Sovětského svazu od roku 1943. Ovšem až dne 1. června 1944 byl německým Hospodářským štábem Východ (Wirtschaftsstab Ost) vypracován konkrétní plán „ARLZ“, který byl přijat 6. září 1944. Počáteční písmena ARLZ znamenala:
- Auflockerung (uvolnění) – přípravné práce na druhou fázi, odjezd a odvoz postradatelných lidí i materiálu
- Räumung (vyklizení) – odvezení lidí i prostředků, které nejsou přímo nutné k boji, do týlu; materiální zabezpečení bojujících jednotek
- Lähmung (ochromení) – demontáž průmyslu, příprava zničení neodvozitelných zařízení
- Zerstörung (zničení) – likvidace všeho, co na území zůstalo, zaminování území apod.

Na provádění tohoto plánu se podílela nejen armáda, ale i civilní složky. Součástí plánu byla i evakuace německého obyvatelstva z oblastí, které byly ohroženy průnikem vojsk protivníka, či hromadná likvidace vězňů koncentračních táborů nebo jejich odvlečením do týlu (pochody smrti).
Na území Protektorátu Čechy a Morava byl plán ARLZ vyhlášen 14. prosince 1944. Území Protektorátu bylo připravováno na obranné boje, prováděla se výstavba opevnění a zákopů, bylo odváženo zařízení, připravovala se destrukce továren a dopravní infrastruktury, docházelo k popravám významných vězňů, došlo i k evakuaci části německého obyvatelstva. Vzhledem k vypuknutí květnového povstání se tento plán nepodařilo Němcům na území Protektorátu plně uskutečnit.